# Речник заљубљеника у Париз
Речник заљубљеника у Париз (фр. Dictionnaire amoureux de Paris) је књига из 2015. године, коју је написао француски аутор Никола д' Етјен д'Орв (фр. Nicolas d’Estienne d’Orves). Српско издање је објавила издавачка кућа "Службени гласник" из Београда у оквиру Едиције Речници и енциклопедије свакодневног живота, 2022. године у преводу Сање Недељковић.

## О аутору
Никола д' Етјен д'Орв је рођен 1974. године у Neuilly-sur-Seine. Заљубљеник је у уметност и музику. Радио је у филмској индустрији и свету опере пре него што је започео своју каријеру критичног новинара. Објавио је неколико кратких прича, есеја и романа.

## О делу
Књига Речник заљубљеника у Париз у издању "Службеног гласника" припада едиције Речници и енциклопедије свакодневног живота коју уређује Бранко Кукић. Едиција је о речницима, енциклопедијама, лексиконима и кратким историјама који се односе на свакодневни живот, али се такође баве необичним темама из света уметности, религије, историје, јавног живота, комуникације и природних појава, а намењена је широком кругу читалаца, свима онима који су већ упознали Париз, али о онима који тек планирају да се заљубе у њега.
Аутор је у овом речнику, путопису, дневнику и хербаријуму сећања успео да нам представи знани и незнани Париз, приказао је оно што сви знамо, али из мање познатих углова. Трудио се да нам прикаже и онај познати Париз какав можемо видети у туристичким брошурама, али  и онај мање познат, онај личнији град и његов локални шмек.
Током своје велике историје, у Паризу се преплићу низ анегдота и хиљаду малих интимних успомена, а аутор је баш то хтео да престави са овом књигом.
Никола д' Етјен д'Орв о књизи, Паризу, пише следеће:
| „ | Да ли сам заљубљеник у Париз? И те како! Пристрасни заљубљеник, носталгични заљубљеник, несносно наметљиви заљубљеник. Али и искрени заљубљеник, заљубљеник сладокусац, помахнитали заљубљеник. Одабрати једно значи одрећи се другог: зато сам стиснуо зубе и препустио се својим страстима, знатижељи и сећањима. Зато овај речник није ни туристички водич, ни сажетак историје Париза, ни збирка препоручених адреса. Од Аеродрома до Животиња, од Андреа Арделеа до Катакомби, од Бијевре до Пале Роајала, он представља субјективни хербаријум града који припада само мени и који не бих мењао ни за шта на свету. Добро дошли у мој Париз! | ” |